# مازوريا
مازوريا (باللغة البولندية Mazury) هي منطقة جغرافية تاريخية في أوروبا تقع حالياً في بولندا وتشتهر ببحيراتها الكثيرة، إذ تقع فيها منطقة البحيرات المازورية.
تتبع هذه المنطقة إدارياً إلى محافظة فارميا-مازوريا وأكبر مدنها هي مدينة إلك. تبلغ مساحة هذه المنطقة قرابة 10 آلاف كيلومتر مربع، ويقطنها حوالي نصف مليون نسمة.